# WIT Georgia Tbilissi
Maillots
Actualités
Le Football Club WIT Georgia Tbilissi (en géorgien : საფეხბურთო კლუბი ვიტ ჯორჯია თბილისი), plus couramment abrégé en WIT Georgia Tbilissi, est un club géorgien de football fondé en 1968 et basé à Tbilissi, la capitale du pays.

## Historique
- 1968 : fondation du club sous le nom de Morkinali Tbilissi
- 1992 : le club est renommé FC Morkinali Tbilissi
- 1998 : le club est renommé WIT Georgia Tbilissi
- 2000 : 1re participation à une Coupe d'Europe (C3, saison 2000/01)

## Bilan sportif

### Palmarès
| \| - Championnat de Géorgie (2) : - Champion : 2003-2004 et 2008-2009. - Vice-champion : 1999-2000, 2005-2006 et 2007-2008. - Coupe de Géorgie (1) : - Vainqueur : 2009-2010. \| \| - Supercoupe de Géorgie (1) : - Vainqueur : 2009. - Finaliste : 2010. - Championnat de Géorgie de deuxième division : - Vice-champion : 2015-2016 et 2018. \| |  | |
| - Championnat de Géorgie (2) : - Champion : 2003-2004 et 2008-2009. - Vice-champion : 1999-2000, 2005-2006 et 2007-2008. - Coupe de Géorgie (1) : - Vainqueur : 2009-2010. |  | - Supercoupe de Géorgie (1) : - Vainqueur : 2009. - Finaliste : 2010. - Championnat de Géorgie de deuxième division : - Vice-champion : 2015-2016 et 2018. |

### Bilan européen
Note : dans les résultats ci-dessous, le score du club est toujours donné en premier.
| Saison    | Compétition         | Tour              | Club               | Domicile | Extérieur | Total  |
| --------- | ------------------- | ----------------- | ------------------ | -------- | --------- | ------ |
| 2000-2001 | Coupe UEFA          | Tour préliminaire | Beitar Jérusalem   | 0 - 3    | 1 - 1     | 1 - 4  |
| 2001      | Coupe Intertoto     | Premier tour      | SV Ried            | 6 - 0    | 1 - 1     | 7 - 1  |
| 2001      | Coupe Intertoto     | Deuxième tour     | ES Troyes AC       | 1 - 1    | 0 - 6     | 1 - 7  |
| 2002      | Coupe Intertoto     | Premier tour      | KSC Lokeren        | 3 - 2    | 1 - 3     | 4 - 5  |
| 2003      | Coupe Intertoto     | Premier tour      | SV Pasching        | 2 - 1    | 0 - 1     | 2 - 2E |
| 2004-2005 | Ligue des champions | Premier tour Q    | HB Tórshavn        | 5 - 0    | 0 - 3     | 5 - 3  |
| 2004-2005 | Ligue des champions | Deuxième tour Q   | Wisła Cracovie     | 2 - 8    | 0 - 3     | 2 - 11 |
| 2005      | Coupe Intertoto     | Premier tour      | Lombard-Pápa       | 0 - 1    | 1 - 2     | 1 - 3  |
| 2006-2007 | Coupe UEFA          | Premier tour Q    | Artmedia Petržalka | 2 - 1    | 0 - 2     | 2 - 3  |
| 2008-2009 | Coupe UEFA          | Premier tour Q    | Spartak Trnava     | 1 - 0    | 2 - 2     | 3 - 2  |
| 2008-2009 | Coupe UEFA          | Deuxième tour Q   | Austria Vienne     | N/A      | 0 - 2     | 0 - 2  |
| 2009-2010 | Ligue des champions | Premier tour Q    | NK Maribor         | 0 - 0    | 1 - 3     | 1 - 3  |
| 2010-2011 | Ligue Europa        | Deuxième tour Q   | Baník Ostrava      | 0 - 6    | 0 - 0     | 0 - 6  |

1. ↑  Pour des raisons de sécurité en raison du conflit géorgien d'août 2008, l'UEFA décide d'annuler le match aller qui devait se jouer en Géorgie, seul le match retour à Vienne étant joué.

Légende
- Victoire ou qualification pour le tour suivant.
- Match nul.
- Défaite ou élimination de la compétition.

## Personnalités du club

### Présidents
- Guram Rukhadze

### Entraîneurs
- Elguja Gugushvili (1997 - ?)
- Sergo Kotrikadze (8 mars 1999 - 2001)
- Nestor Mumladze (2006 - août 2009)
- Merab Kochlashvili (août 2009 - 2009)
- Gela Gomelauri (2009 - 2010)
- Merab Kochlashvili (16 juillet 2010 - ?)
- Zurab Beridze (20 avril 2011 - 11 mars 2012)
- Merab Kochlashvili (mars 2012 - ?)
- Zurab Beridze (1er avril 2013 - ?)
- Merab Kochlashvili (1er juin 2013 - ?)
- Tengiz Kobiashvili (2015 - ?)